# Hilarempis insularis
Hilarempis insularis är en tvåvingeart som beskrevs av Brethes 1924. Hilarempis insularis ingår i släktet Hilarempis och familjen dansflugor. Inga underarter finns listade i Catalogue of Life.